# Ousmane Dieng
Ousmane Dieng (Villeneuve-sur-Lot, 21 maggio 2003) è un cestista francese, militante in NBA, agli Oklahoma City Thunder.

## Inizi e giovanili
Dieng cresce a Lot-et-Garonne, dove suo padre, Ababacar, gioca a basket. A livello giovanile gioca per il Villeneuve Basket Club e per il JSA Bordeaux. Dieng frequenta poi l'INSEP di Parigi, gareggiando con la squadra under 18 all'Euroleague Next Generation Tournament. Nella stagione 2020-21 segna una media di 12,6 punti, 5,8 rimbalzi e 2,9 assist a partita per l'affiliata dell'INSEAP, il Centre Fédéral, nella Nationale Masculine 1, campionato di terza divisione francese.

## NBL
Il 1º giugno 2021 Dieng annuncia di aver firmato un contratto da professionista con i New Zealand Breakers della National Basketball League (NBL) per la stagione 2021-22, diventando così il primo giocatore europeo a partecipare al programma Next Stars della lega per preparare i prospetti per il Draft NBA. Dieng aveva ricevuto anche numerose offerte dai principali college statunitensi e dalla NBA G League Ignite.
Dieng debutta nella NBL il 4 dicembre 2021 mettendo a segno 3 punti e 2 assist in 20 minuti di utilizzo dalla panchina.

## Statistiche

### NBA

#### Regular Season
| Anno       | Squadra          | PG  | PT | MP   | TC%  | 3P%  | TL%  | RP  | AP  | PRP | SP  | PP  |
| ---------- | ---------------- | --- | -- | ---- | ---- | ---- | ---- | --- | --- | --- | --- | --- |
| 2022-2023  | Oklahoma Thunder | 39  | 1  | 14,6 | 42,0 | 26,5 | 65,2 | 2,7 | 1,2 | 0,4 | 0,2 | 4,9 |
| 2023-2024  | Oklahoma Thunder | 33  | 0  | 11,1 | 42,2 | 30,0 | 87,5 | 1,5 | 1,1 | 0,2 | 0,2 | 4,0 |
| 2024-2025† | Oklahoma Thunder | 37  | 1  | 10,9 | 43,2 | 32,4 | 68,8 | 2,2 | 0,8 | 0,5 | 0,2 | 3,8 |
| Carriera   | Carriera         | 109 | 2  | 12,3 | 42,4 | 29,3 | 72,7 | 2,2 | 1,0 | 0,4 | 0,2 | 4,3 |

#### Playoffs
| Anno     | Squadra          | PG | PT | MP  | TC%  | 3P%  | TL% | RP  | AP  | PRP | SP  | PP  |
| -------- | ---------------- | -- | -- | --- | ---- | ---- | --- | --- | --- | --- | --- | --- |
| 2024     | Oklahoma Thunder | 4  | 0  | 1,8 | 50,0 | 0,0  | -   | 0,0 | 0,0 | 0,0 | 0,0 | 0,5 |
| 2025†    | Oklahoma Thunder | 9  | 0  | 3,6 | 40,0 | 57,1 | 100 | 0,4 | 0,3 | 0,0 | 0,1 | 1,6 |
| Carriera | Carriera         | 13 | 0  | 3,0 | 41,7 | 50,0 | 100 | 0,3 | 0,2 | 0,0 | 0,1 | 1,2 |

#### Massimi in carriera
- Massimo di punti: 22 vs Memphis Grizzlies (9 aprile 2023)[7]
- Massimo di rimbalzi: 8 (2 volte)
- Massimo di assist: 9 vs Memphis Grizzlies (9 aprile 2023)
- Massimo di palle rubate: 2 (3 volte)
- Massimo di stoppate: 2 (3 volte)
- Massimo di minuti: 45 vs Memphis Grizzlies (9 aprile 2023)

### G League
| Anno       | Squadra       | PG | PT | MP   | TC%  | 3P%  | TL%  | RP  | AP  | PRP | SP  | PP   |
| ---------- | ------------- | -- | -- | ---- | ---- | ---- | ---- | --- | --- | --- | --- | ---- |
| 2022-2023  | Oklahoma Blue | 20 | 19 | 34,5 | 45,3 | 34,6 | 60,0 | 8,0 | 3,7 | 0,7 | 1,0 | 16,5 |
| 2023-2024† | Oklahoma Blue | 33 | 32 | 31,9 | 46,9 | 28,8 | 68,1 | 7,6 | 5,4 | 0,9 | 0,8 | 17,2 |
| 2024-2025  | Oklahoma Blue | 8  | 8  | 29,8 | 44,4 | 35,7 | 80,8 | 5,4 | 5,8 | 0,3 | 1,3 | 18,1 |
| Carriera   | Carriera      | 61 | 59 | 32,4 | 46,1 | 31,9 | 68,8 | 7,5 | 4,9 | 0,8 | 0,9 | 17,1 |

### NBL
| Anno      | Squadra       | PG | PT | MP   | TC%  | 3P%  | TL%  | RP  | AP  | PRP | SP  | PP  |
| --------- | ------------- | -- | -- | ---- | ---- | ---- | ---- | --- | --- | --- | --- | --- |
| 2021-2022 | N.Z. Breakers | 23 | -  | 20,4 | 39,8 | 27,1 | 66,7 | 3,1 | 1,0 | 0,6 | 0,3 | 8,9 |
| Carriera  | Carriera      | 23 | -  | 20,4 | 39,8 | 27,1 | 66,7 | 3,1 | 1,0 | 0,6 | 0,3 | 8,9 |

## Palmarès

### Nazionale
- FIBA Under-16 European Championship (2019)

### Squadra
- Campionato NBA: 1

Oklahoma City Thunder: 2025
- Campione NBA G League: 1

Oklahoma Blue: 2024

### Individuale
- NBA G League Finals MVP (2024)